# Ranjit Bhatia
Ranjit Bhatia (ur. 27 maja 1936 w Londynie, zm. 9 lutego 2014 w Nowym Delhi) – indyjski lekkoatleta, biegacz długodystansowy, uczestnik igrzysk olimpijskich w Rzymie (1960), publicysta sportowy.
Studiował w Jesus College na Uniwersytecie Oksfordzkim (był stypendystą Rhodesa). Jako wyróżniający się lekkoatleta powołany został w 1960 do reprezentacji Indii na igrzyska olimpijskie w Rzymie, gdzie bez większego powodzenia startował w biegu na 5000 metrów i maratonie – na krótszym dystansie odpadł w biegu eliminacyjnym, w maratonie natomiast z czasem 2:57:06 zajął jedno z ostatnich miejsc, przegrywając m.in. z dwoma kolegami z reprezentacji. Przyjaźnił się z Milkhą Singhem, „latającym Sikhem”, mistrzem igrzysk Imperium Brytyjskiego i igrzysk azjatyckich na krótszych dystansach, który również startował w Rzymie.
Po zakończeniu kariery zawodniczej Bhatia zajmował się statystyką lekkoatletyczną. Publikował w periodykach sportowych, m.in. w „Britain’s Athletics Weekly”, relacjonował (dla różnych czasopism) siedem olimpiad. Olimpijczyk z Monachium (1972) Sriram Singh wspominał, że interwencji Bhatii zawdzięczał korektę czasu w biegu na 800 metrów, którego pomiar zakłóciła kolizja gołębia z aparaturą elektroniczną. Znany w środowisku lekkoatletycznym jako „Bhatia Sahib”, był także autorem publikacji książkowych, m.in. Reebok Handbook of Indian Athletics (1999) i Sangam Book of Asian Games (1982). Zawodowo pracował jako lektor matematyki w Lawrance School w Sanawar, później w St. Stephen's College w Delhi, gdzie również zajmował się prowadzeniem zajęć lekkoatletycznych.
W uznaniu osiągnięć sportowych oraz wkładu w sportowe kontakty brytyjsko-indyjskie odznaczony został Orderem Imperium Brytyjskiego. Był żonaty (żona Rani), miał dwie córki (Ritu i Tavishi). Zmarł po długiej chorobie 9 lutego 2014.